# 馬氏突吻鱈
馬氏突吻鱈，為輻鰭魚綱鱈形目鼠尾鱈科的其中一種，分布於東大西洋幾內亞灣外海海域，體長可達50公分，屬深海底棲性魚類，深度1134-1556公尺，棲息在底層水域，生活習性不明。

## 扩展阅读
維基物種上的相關：馬氏突吻鱈